# Amblystegium glaziovii
Amblystegium glaziovii är en bladmossart som beskrevs av Brotherus 1924. Amblystegium glaziovii ingår i släktet Amblystegium och familjen Amblystegiaceae. Inga underarter finns listade i Catalogue of Life.